# Кариньо, Альберта
Альберта «Бети» Кариньо Трухильо (исп. Alberta "Bety" Cariño Trujillo; 8 апреля 1973 – 27 апреля 2010) — мексиканская правозащитница и активистка, отстаивавшая права коренных народов, в том числе на землепользование, управление водными ресурсами и продовольственный суверенитет. Убита 27 апреля 2010 года.

## Активизм
Кариньо была представительницей народа миштеков. В 15 лет она покинула родной город Чила-де-лас-Флорес, чтобы продолжить учёбу. Она получила степень бакалавра по педагогике начального образования в Теуакане (штат Пуэбла), а на момент убийства училась в магистратуре по развитию местных сообществ в Центре исследований развития сельских районов в горах Сьерра-Норте (штат Пуэбла).
Активистка защищала права коренных женщин, боролась за экологию, продовольственный суверенитет, сохранение почв, право на автономию и самоопределение коренных народов Мексики, а также против мегапроектов по добыче полезных ископаемых и строительству плотин. Кроме того, она продвигала общественные радиостанции и поддерживала автономный муниципалитет Сан-Хуан-Копала.  
Она разрабатывала проекты солидарной экономики и содействовала в создании центров поддержки мигрантов. Вместе со своим мужем Омаром Эспарсой она основала Центр поддержки сообщества «Работая вместе» — гражданскую ассоциацию, занимающуюся разработкой альтернативных проектов народного образования, прав коренных народов и прав женщин. 
Кариньо стала директором общественной организации Centro de Apoyo Comunitario Trabajando Unidos (CACTUS), базирующейся в мексиканском штате Оахака. В рамках своей работы с CACTUS она занималась организацией женских коллективов на севере Оахаки. Она была среди лидеров CACTUS, вынужденных временно покинуть этот штат в декабре 2006 года после правительственных репрессий в ответ на протесты в Оахаке в том году. 
Она также принадлежала к Сапатистскому аграрному движению коренных народов, близкому к САНО. Кариньо и Мариано Абарка из штата Чьяпас (убит в 2009 году) в 2008 году совместно основали Мексиканскую сеть людей, пострадавших от горнодобывающей промышленности.

## Убийство
27 апреля 2010 года она была убита, когда военизированные формирования Ubisort, связанные с Институционно-революционной партией, устроили засаду на караван, направлявшийся в индейскую автономную общину Сан-Хуан-Копала. Караван, в котором находились представители организаций гражданского общества, местные и международные наблюдатели за соблюдением прав человека, доставлял продовольствие общине, которая находилась в блокаде со стороны парамилитарных группировок, связанных с правительством штата. Боевики также убили финского правозащитника и профсоюзного деятеля Юри Яакколу, а ранения получили более десяти человек.